# Parmenospina delatourei
Parmenospina delatourei – gatunek chrząszcza z rodziny kózkowatych i podrodziny zgrzypikowych. Jedyny przedstawiciel rodzaju Parmenospina.

## Zasięg występowania
Gatunek ten występuje w RPA.